# Porcelia macrocarpa
Porcelia macrocarpa ist ein Baum in der Familie der Annonengewächse aus dem östlichen bis südöstlichen Brasilien.

## Beschreibung
Porcelia macrocarpa wächst als halbimmergrüner Baum bis etwa 20 Meter oder etwas mehr hoch. Der Stammdurchmesser erreicht bis zu 60–80 Zentimeter. Die bräunliche bis gräuliche Borke ist feinfurchig.
Die einfachen, wechselständigen und kurz gestielten Laubblätter sind kahl. Der kurze Blattstiel ist bis 8 Millimeter lang. Die ganzrandigen, eilanzettlich bis elliptischen, lanzettlichen Blätter sind 7–12 Zentimeter lang und 2–3,5 Zentimeter breit. An der Spitze sind sie rundspitzig bis zugespitzt.
Die großen und duftenden Blüten erscheinen endständig und einzeln. Die zwittrigen und dreizähligen, gestielten Blüten mit doppelter Blütenhülle sind gelb. Die 3 kleinen, dreieckigen Kelchblätter sind dachig und bräunlich behaart. Die 6 dachigen, 3–3,5 Zentimeter langen, fleischigen und behaarten, abgerundeten Kronblätter stehen in zwei Kreisen. Es sind viele kurze, freie und dicht stehende, längliche und fast sitzende Staubblätter vorhanden. Es sind viele freie, dicht stehende und sitzende, längliche Fruchtblätter mit fast sitzender Narbe ausgebildet.
Die eiförmigen bis ellipsoiden, mehrsamigen und gelb-grünlichen, dickschaligen Früchte sind bis 5–9 Zentimeter lang und 3–4 Zentimeter breit. Sie stehen meist in einer Sammelfrucht zu mehreren zusammen. Die länglichen, etwa 7–15, bräunlichen Samen in zwei Reihen sind 15–20 Millimeter lang und liegen in einer durchscheinenden, gelatinösen Pulpe.

## Taxonomie
Die gültige Erstbeschreibung erfolgte 1930 durch Robert Elias Fries in Acta Horti Berg. 10: 31. Die Art war schon 1873 durch Johannes Eugenius Bülow Warming als Uvaria macrocarpa nom. illeg. in Vidensk. Meddel. Naturhist. Foren. Kjøbenhavn 1873(9-12): 142(–143) beschrieben worden, jedoch ist dieser Name ungültig, weil er schon mehrfach vorher verwendet wurde. Ein weiteres Synonym ist Porcelia goyazensis R.E.Fr.

## Verwendung
Die süßen, saftigen Früchte sind essbar. Aus der Rinde kann eine Faser erhalten werden.
Das grobe Holz ist nicht beständig und wird nur für mindere Anwendungen genutzt. 